# Richard Burke (irlandzki polityk)
Richard (Dick) Burke (ur. 29 marca 1932 w Nowym Jorku, zm. 15 marca 2016 w Dublinie) – irlandzki polityk, nauczyciel i prawnik, deputowany, w latach 1973–1976 minister edukacji, w latach 1977–1981 i 1982–1985 członek Komisji Europejskiej.

## Życiorys
Urodzony w rodzinie Irlandczyków w Nowym Jorku, od 1935 wychowywał się w Upperchurch w hrabstwie Tipperary. Ukończył szkołę średnią w Thurles, przez pewien czas był członkiem Kongregacji Braci w Chrystusie. Zawodowo pracował jako nauczyciel. Absolwent University College Dublin (uzyskał licencjat z języków angielskiego i francuskiego oraz historii oraz magisterium z literatury angielskiej), później kształcił się w zakresie prawa w King’s Inns. Praktykował w zawodzie barristera. Na początku lat 80. kształcił się też na Uniwersytecie Harvarda.
Dołączył do partii chrześcijańsko-demokratycznej, w drugiej połowie lat 60. został członkiem Fine Gael. W 1967 wybrany do rady hrabstwa Dublin. W latach 1972–1973 zajmował stanowisko przewodniczącego tego gremium. W latach 1969–1977 i 1981–1982 członek Dáil Éireann 19., 20., 22. i 23. kadencji. Od marca 1973 do grudnia 1976 pełnił funkcję ministra edukacji w rządzie Liama Cosgrave’a. W latach 1977–1980 wchodził w skład Komisji Europejskiej kierowanej przez Roya Jenkinsa, odpowiadając za transport, politykę konsumencką oraz podatki. W 1982 wszedł w skład Komisji Gastona Thorna w miejsce Michaela O’Kennedy’ego; Richard Burke przyjął wówczas propozycję premiera Charlesa Haugheya (lidera Fianna Fáil), w konsekwencji rezygnując z członkostwa w Fine Gael. Objął funkcję wiceprzewodniczącego KE z odpowiedzialnością głównie za administrację. Urząd ten sprawował do 1985. Był później prezesem działającej na rzecz współpracy europejsko-japońskiej Canon Foundation. W 1990 ponownie został członkiem FG. W 1998 przeszedł na emeryturę.

## Życie prywatne
Był żonaty z Mary Freely, miał sześcioro dzieci.